# Tim Meadows
Timothy Lee Meadows (ur. 5 lutego 1961 w Highland Park w Michigan) – amerykański aktor i komik, jeden z najdłużej obsadzonych członków obsady w Saturday Night Live, gdzie występował przez dziewięć i pół sezonu, co było rekordem w momencie jego odejścia w 2000 roku.

## Filmografia

### seriale TV
- 1991–2000: Saturday Night Live - różne role
- 2000: Detektyw na tropie jako Kevin Blakely
- 2001: Brygada ratunkowa jako Leroy Watkins
- 2005: Nowe życie Fran jako Greg Peters
- 2005: Biuro jako Christian
- 2006: Wszyscy nienawidzą Chrisa jako nauczyciel Soul Train
- 2006: Randka z o.o. jako Joe Reynolds
- 2006: Reba jako Steve Norris
- 2006: Terapia grupowa jako dr Pete „Petey” Spiller
- 2006–2014: The Colbert Report jako P.K. Winsome
- 2007: Jim wie lepiej jako Dennis
- 2007: Pohamuj entuzjazm jako Hal
- 2011: Podmiejski czyściec jako Edmond
- 2011: Nowe przygody starej Christine jako dr Volk
- 2011–2012: The Life & Times of Tim - głos
- 2012–2015: Podmiejski czyściec jako Edmond
- 2012–: Bob’s Burgers jako Mike Mailman (głos)
- 2013: Rockefeller Plaza 30 jako Martin Lutherking
- 2013-2018: Goldbergowie jako Pan Glascott (Guidance Conselor)
- 2014-2015: Marry Me jako Kevin 1
- 2016-2017: Syn Zorna jako Craig
- 2017, 2019: Brooklyn 9-9 jako Caleb
- 2017-2018: Tata ma plan jako Rudy
- 2018: Great News jako adwokat
- 2018: Detroiters jako Walt Worsch
- 2018: All About the Washingtons w roli samego siebie
- 2018: Zwierzęta jako Orville (głos)

### filmy
- 1993: Świat Wayne’a 2 jako Sammy Davis Jr.
- 1993: Stożkogłowi jako atletyczny Cone
- 2001: Trzy dni jako Lionel
- 2003: W ukrytej kamerze (TV) jako Miles McDermott
- 2004: Wredne dziewczyny jako pan Duvall
- 2006: Grzanie ławy jako Wayne
- 2007: Idź twardo: Historia Deweya Coxa jako Dewford Randolph „Dewey” Cox
- 2008: Semi-Pro: Drużyna marzeń. jako Cornelius Banks
- 2009: Obcy na poddaszu jako Doug Armstrong
- 2010: Duże dzieci jako Malcolm
- 2011: Jack i Jill jako Ted
- 2011: Wredne dziewczyny 2 jako dyrektor Duvall
- 2013: Jeszcze większe dzieci jako Malcolm
- 2015: Wykolejona jako Tim